# ボッキリエーロ
ボッキリエーロ（イタリア語: Bocchigliero）は、イタリア共和国カラブリア州コゼンツァ県にある、人口約1,300人の基礎自治体（コムーネ）。

## 地理

### 位置・広がり

#### 隣接コムーネ
隣接するコムーネは以下の通り。括弧内のKRはクロトーネ県所属を示す。
- カンパーナ
- ロンゴブッコ
- ピエトラパオラ
- サン・ジョヴァンニ・イン・フィオーレ
- サヴェッリ (KR)